# Il pornografo
Il pornografo (Inserts) è un film del 1974 diretto da John Byrum.
Si tratta di una commedia drammatica a forti tinte erotiche.
Partendo dall'ambiente del cinema pornografico, il film finisce ad analizzare l'intero mondo del cinema, smitizzandolo, ben inquadrando i lati peggiori della cosiddetta fabbrica dei sogni, parlando di vizio, arrivismo, pregiudizio, ipocrisia ed egoismo.

## Trama
Nella Hollywood degli anni '30 Baby Prodigio, ex maestro del cinema muto, è costretto a guadagnarsi da vivere girando filmetti a luci rosse all'interno della sua casa decadente. Durante una pausa dalle riprese (in cui si esibiscono l'ex stella del muto Harlene, già allieva di Von Stroheim e De Mille, e lo squattrinato attore gay detto Rex), si presenta sul set il cinico produttore-mafioso Big Mac, che rifornisce di droga la povera Harlene. Già imbottita di altre droghe, la ragazza muore di overdose. Quando Rex e Big Mac escono per seppellire il cadavere, la nuova fiamma del produttore (Cathy Cake) comincia a fare pressioni affinché il regista concluda il film con lei stessa al posto della defunta attrice. Durante le riprese i due finiscono per unirsi carnalmente (nonostante Baby Prodigio, almeno in teoria, sia impotente). Ma, se per Baby Prodigio si tratta di vero (o presunto tale) amore, per Miss Cake (almeno pare) non è altro che un modo per "farsi un nome" nel mondo del cinema. Non bastasse, Big Mac torna e sospetta che qualcosa sia accaduto tra di loro, cosa che lo porta a ritirare la produzione, portando via gli elaborati ("è tutto ciò che rimarrà di te") e anche gli attori (compresa la malinconica Miss Cake, i cui sentimenti a questo punto vengono nuovamente rimessi in discussione).
Infine, Baby Prodigio invece che aprire la porta ad un giovane attore (un "certo" Clark Gable, venuto a proporgli di girare un vero film con lui), preferisce rimanere da solo in casa col suo piano (presto perderà anche la casa, destinata ad essere demolita per lasciare posto ad un'autostrada). Malinconico, ferito ed umiliato ma ancora (in un modo o nell'altro) vivo.

## Distribuzione
Il film uscì in Gran Bretagna nel 1974, mentre in Francia dovettero aspettare il novembre 1975 (quando venne proiettato in occasione del Festival Cinémathèque International de Paris). Nello stesso anno esce in America, distribuito dalla United Artists. Per l'Italia bisogna aspettare il 1979, quando venne distribuito dalla Indipendenti Regionali Orange, e dalla General video di Vittorio Cecchi Gori (era vietato ai minori di 18 anni).

## Critica
Non particolarmente veloce sul piano dello sviluppo (almeno nella prima ora), è girato come uno spettacolo teatrale: con un unico ambiente e personaggi che entrano ed escono in continuazione. Secondo il Morandini, "il 27enne Dreyfuss è troppo giovane per il suo personaggio".